# Classificació per equips a la Volta a Espanya
La classificació per equips a la Volta a Espanya és una de les classificacions secundàries de la Volta a Espanya. És la classificació que recompensa el millor equip. Fou instaurada en la primera edició de la Volta i no s'ha deixat de premiar en cap edició.

## Palmarès
| Any  | Equip                      |
| ---- | -------------------------- |
| 1935 | Bèlgica                    |
| 1936 | Bèlgica                    |
| 1941 | Espanya                    |
| 1942 | FC Barcelona               |
| 1945 | Deporte Ciclista Manresano |
| 1946 | Espanya                    |
| 1947 | Espanya                    |
| 1948 | Espanya                    |
| 1950 | Espanya                    |
| 1955 | França                     |
| 1956 | Espanya                    |
| 1957 | Pirenaico                  |
| 1958 | Bèlgica                    |
| 1959 | Faema                      |
| 1960 | Groene Leeuw               |
| 1961 | Faema                      |
| 1962 | Helyett-Saint Raphael      |
| 1963 | Saint Raphael              |
| 1964 | Kas                        |
| 1965 | Mercier-BP                 |
| 1966 | Kas                        |
| 1967 | Kas                        |
| 1968 | Kas                        |
| 1969 | Bic                        |
| 1970 | Werner                     |
| 1971 | Werner                     |
| 1972 | Kas                        |
| 1973 | La Casera                  |
| 1974 | Kas                        |
| 1975 | Kas                        |
| 1976 | Kas-Campagnolo             |
| 1977 | Teka                       |
| 1978 | Kas                        |
| 1979 | Kas                        |
| 1980 | Splendor                   |
| 1981 | Zor-Helios-Novostil        |
| 1982 | Kelme                      |
| 1983 | Zor                        |
| 1984 | Teka                       |

| Any  | Equip                      |
| ---- | -------------------------- |
| 1985 | Zor-Gemeaz                 |
| 1986 | Zor-BH                     |
| 1987 | Ryalcao-Manzana-Postobon   |
| 1988 | BH                         |
| 1989 | Kelme                      |
| 1990 | ONCE                       |
| 1991 | ONCE                       |
| 1992 | Amaya Seguros              |
| 1993 | Amaya Seguros              |
| 1994 | Banesto                    |
| 1995 | ONCE                       |
| 1996 | Polti                      |
| 1997 | Kelme-Costa Blanca         |
| 1998 | Banesto                    |
| 1999 | Banesto                    |
| 2000 | Kelme-Costa Blanca         |
| 2001 | iBanesto.com               |
| 2002 | Kelme-Costa Blanca         |
| 2003 | iBanesto.com               |
| 2004 | Comunitat Valenciana-Kelme |
| 2005 | Comunitat Valenciana       |
| 2006 | Discovery Channel          |
| 2007 | Caisse d'Épargne           |
| 2008 | Caisse d'Épargne           |
| 2009 | Xacobeo Galicia            |
| 2010 | Team Katusha               |
| 2011 | Geox-TMC                   |
| 2012 | Movistar                   |
| 2013 | Euskaltel Euskadi          |
| 2014 | Team Katusha               |
| 2015 | Movistar Team              |
| 2016 | BMC Racing                 |
| 2017 | Astana Pro Team            |
| 2018 | Movistar Team              |
| 2019 | Movistar Team              |
| 2020 | Movistar Team              |
| 2021 | Bahrain Victorious         |
| 2022 | UAE Team Emirates          |

## Victòries per país
| Pos. | País                | Victòries |
| ---- | ------------------- | --------- |
| 1    | Espanya             | 56        |
| 2    | Bèlgica             | 7         |
| 3    | França              | 5         |
| 4    | Estats Units        | 2         |
| 4    | Rússia              | 2         |
| 6    | Bahrain             | 1         |
| 6    | Colòmbia            | 1         |
| 6    | Emirats Àrabs Units | 1         |
| 6    | Itàlia              | 1         |
| 6    | Kazakhstan          | 1         |